# Pałac w Kaczorowie
Pałac w Kaczorowie – pałac znajdujący się w województwie dolnośląskim, w powiecie jaworskim, w gminie Bolków, w Kaczorowie.
Obiekt wraz z parkiem został wpisany do rejestru zabytków nieruchomych województwa dolnośląskiego.

## Historia
Pałac wybudowany około 1561 r., w 1829 przebudowany w formie eklektycznej,druga przebudowa miała miejsce pod koniec XIX w.
Park pochodzi z drugiej połowy XIX wieku. W obiekcie, działalność prowadzi szkoła podstawowa.